# Oreovac (Pantelej)
Oreovac (em cirílico: Ореовац) é uma vila da Sérvia localizada no município de Pantelej, pertencente ao distrito de Nišava, na região de Ponišavlje. A sua população era de 294 habitantes segundo o censo de 2011.

## Demografia
| 1948 | 1953 | 1961 | 1971 | 1981 | 1991 | 2002 | 2011 |
| ---- | ---- | ---- | ---- | ---- | ---- | ---- | ---- |
| 736  | 745  | 739  | 622  | 514  | 449  | 370  | 294  |